# Wolf 1061b
Wolf 1061b – planeta pozasłoneczna typu superziemia orbitująca wokół czerwonego karła o oznaczeniu Wolf 1061.

## Odkrycie
Planeta została odkryta w 2015 roku. Do jej odnalezienia użyto metody pomiaru zmian prędkości radialnej.

## Charakterystyka
Planeta ta krąży wokół gwiazdy w odległości 0,0375 j.a. po prawie kołowej orbicie o mimośrodzie 0,15 ± 0,11. Okres orbitalny planety wynosi 4,9 dnia, masa 1,91 masy Ziemi, zaś promień około 1,21 promienia Ziemi.